# Outside (singel George’a Michaela)
Outside (ang. tłum. na zewnątrz) − kompozycja autorstwa brytyjskiego wokalisty George Michaela, wydana przez  Epic Records w 1998 roku.

## Historia
Piosenka jest pierwszym utworem George Michaela po skandalu, do którego doszło z jego udziałem sześć miesięcy wcześniej. Michael został aresztowany przez policjanta za tzw. lubieżne obnażanie w publicznej toalecie w Beverly Hills. Po tym incydencie artysta był zmuszony do publicznego ujawnienia swego homoseksualizmu.
W 1998 r., Marcelo Rodriguez, tajny agent, który aresztował Michaela, założył sprawę o moralne zadośćuczynienie w sądzie w Kalifornii i zażądał od artysty 10 mln dolarów odszkodowania. Sąd umorzył sprawę, ale sąd apelacyjny kazał ponownie ją rozpatrzyć w dniu 3 grudnia 2002 roku. Sąd ostatecznie orzekł, że Rodriguez, jako funkcjonariusz publiczny, nie może uzyskać odszkodowania.

### Teledysk
Teledysk w reżyserii Vaughan Arnell jest dość satyryczny. Widać w nim m.in. pisuary na wzór kuli disco i całujących się policjantów. W wideoklipie wystąpiły m.in. gwiazdy porno Brittany Andrews i Rebecca Lord oraz modelki Melissa Keller i Jeanne Carmen.

## Wydania
CD-Single
1. Outside - 4:45
2. Fantasy 98 - 4:30

CD-Maxi
1. Outside - 4:45
2. Fantasy 98 - 4:30
3. Outside (Jon Douglas Remix) - 8:04

12" Maxi
1. Outside (Original Version) - 4:45
2. Outside (Garage Mix) - 7:40
3. Outside (House Mix) - 6:59
4. Outside (K-Gee's Cut) - 5:18

## Osiągnięcia
| Klasyfikacja (2001) | Pozycja |
| ------------------- | ------- |
| Szwajcaria          | 19      |
| Austria             | 17      |
| Francja             | 26      |
| Holandia            | 14      |
| Belgia              | 12      |
| Szwecja             | 15      |
| Finlandia           | 8       |
| Norwegia            | 10      |
| Australia           | 13      |
| Nowa Zelandia       | 11      |
| Włochy              | 3       |
| UK Singles Chart.   | 2       |
| Billboard Hot 100   | 23      |